# Келсо
Келсо (на английски: Kelso) е град в окръг Каулиц, щата Вашингтон, САЩ. Келсо е с население от 11 895 жители и обща площ от 21,7 km². Намира се на 23 m надморска височина. ЗИП кодът му е 98626, а телефонният му код е 360.